# Machine à bêcher

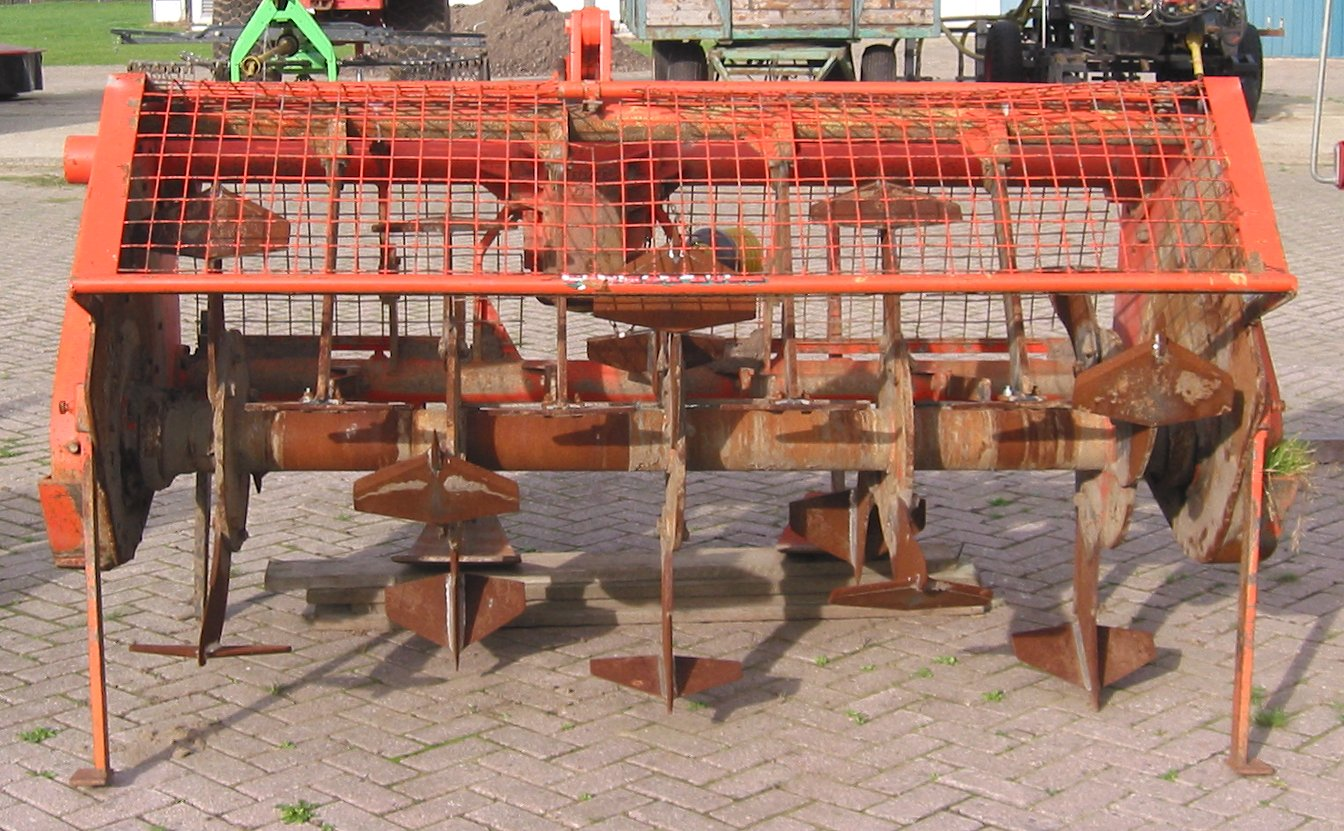
Machine à bêcher

La machine à bêcher est un outil de travail du sol utilisé en grandes cultures. Elle a pour but de travailler le sol dès la récolte de la culture précédente. Cette machine permet de remplacer la charrue et de retourner la totalité du profil cultural sans créer de semelle de labour. 

## Fonctionnement
Le fonctionnement de la bêcheuse est simple et basé sur le principe de la bêche manuelle. Composé de plusieurs bêches, la machine à bêcher introduit alternativement les bêches dans le sol, et dégage les mottes vers l'arrière. Une tôle ou une grille placée à l'arrière de l'outil permet par effet de choc de casser les mottes pour créer de la terre fine et niveler la surface du sol.
La bêcheuse doit être attelée à un tracteur équipé d'un attelage trois-points et d'une prise de force 1 000 tr/min. Ce matériel ne demande pas d'effort de traction, cependant la puissance nécessaire est fonction de la largeur de l'outil et de la profondeur de travail voulue par l'utilisateur (celle-ci pouvant varier de 200 à 450 mm).

## Puissances nécessaires en fonction des profondeurs de travail
| Profondeurs (mm) | Puissances (kW) | Puissances (ch) |
| ---------------- | --------------- | --------------- |
| 200              | 10-22           | 13-30           |
| 250              | 15-29           | 20-40           |
| 280              | 26-48           | 35-65           |
| 300              | 26-51           | 35-70           |
| 300              | 33-59           | 45-80           |
| 300              | 55-95           | 75-130          |
| 360              | 66-110          | 90-150          |
| 450              | 95-175          | 130-240         |

## Avantages de la machine à bêcher
- La machine à bêcher permet de retourner et d'ameublir la surface du sol sans créer de semelle de labour (contrairement à la charrue)
- Elle remue le terrain sans retourner la terre. La terre fertile reste en surface et permet de laisser les éléments minéraux à disponibilité des racines des plantes.
- Elle permet de travailler de façon plus polyvalente face aux conditions climatiques difficiles.
- Elle crée des mottes de taille homogène ce qui facilite ensuite la reprise de la parcelle si nécessaire
- Elle permet de niveler le sol
- Les puissances nécessaires pour entraîner cet outil restent faibles.

## Tarifs de la machine
- Occasion : Entre 2000 € et 5000 €.
- Neuf : Environ 5400 € HT pour 1,50 m de largeur, simple rangée de bêches.